# 9878 Sostero
9878 Sostero è un asteroide della fascia principale. Scoperto nel 1994, presenta un'orbita caratterizzata da un semiasse maggiore pari a 3,0878276 UA e da un'eccentricità di 0,1247280, inclinata di 16,39557° rispetto all'eclittica.
L'asteroide è dedicato all'astrofilo italiano Giovanni Sostero.